# 今尾恵介
今尾 恵介（いまお けいすけ、1959年（昭和34年）11月17日 - ）は、日本の地図研究家、エッセイスト、フリーライター。
一般財団法人日本地図センター客員研究員。日本地図学会評議員。「地図と地名」専門部会主査。日野市郷土資料館協議会委員。神奈川県横浜市出身。

## 来歴・人物
中学生の頃から国土地理院の地形図や時刻表を愛読していた。その後、神奈川県立旭高等学校を経て明治大学文学部ドイツ文学専攻に進学するも中退。雑誌編集者を経て、1991年からフリーライターとして執筆活動を行う。
著作は、地図や地名に関するものが中心で、地図の面白さを伝えるほかに、新たな路面電車像を提案したり、伝統的な地名の安易な変更に警鐘を鳴らしたりもしている。また、作中には自らが描いた絵地図も見られる。鉄道にも造詣が深く、2008年から2009年にかけて刊行された『日本鉄道旅行地図帳 全線・全駅・全廃線』では監修を務めた。同著はシリーズ累計100万部を超えるヒットを記録している。そのほか、『タモリ倶楽部』などのテレビ番組への出演も行っている。2017年、『地図マニア 空想の旅』で第2回斎藤茂太賞受賞。
また、名門アマチュア・オーケストラ新交響楽団の打楽器奏者でもある。

## 著書
- 『地図の遊び方』1994年8月、けやき出版／2000年10月 新潮OH!文庫、2012年、ちくま文庫
- 『日本の地名・都市名 これだけ知っていれば面白い』1995年4月、日本実業出版社 〈エスカルゴ・ブックス〉
  - 『地名の謎』2001年11月、新潮OH!文庫／2011年、ちくま文庫
- 『地図ざんまい・しますか』（1995年11月、けやき出版）
  - 『地図を探偵する』2004年9月、新潮文庫／2012年、ちくま文庫
- 『地図あるきの旅』(1996年5月、朝日ソノラマ）
- 『地図で歩く鉄道の峠』（1997年5月、けやき出版）
- 『地形図探検隊』（1998年3月、自由国民社）
- 『地図で歩く廃線跡 失われた鉄道の痕跡を辿る』（1998年4月、二期出版 シリーズ週末の達人）
- 『地図で歩く路面電車の街 全国現役廃止路面電車路線図付』（1998年6月、けやき出版）
- 『地図で今昔』（1999年11月、けやき出版）
- 『地形図でたどる鉄道史 鉄道近代化の足跡を図上観察  東日本編』2000年3月、JTB 〈JTBキャンブックス〉
- 『地形図でたどる鉄道史 鉄道近代化の足跡を図上観察 西日本編』2000年6月、JTB 〈JTBキャンブックス〉
- 『路面電車：未来型都市交通への提言』（2001年3月、ちくま新書）
- 『地図を楽しむ なるほど事典』（2002年12月、実業之日本社） 
  - 『地図が隠した「暗号」』（2014年2月、講談社+α文庫）、改題・増補版
- 『住所と地名の大研究』（2004年3月、新潮選書）
- 『消えた駅名 駅名改称の裏に隠された謎と秘密』（2004年8月、東京堂出版／2010年12月、講談社＋α文庫）
- 『タイムスリップ・マップ 四国四都：高知松山高松徳島』（2004年8月、日本地図センター）
- 『生まれる地名、消える地名：「平成の大合併」で日本地図に大異変！ 』（2005年6月、実業之日本社）
- 『地図で旅する東海道』（2005年8月、東京書籍）
- 『日本地図のたのしみ』（2005年10月、角川学芸出版／2016年6月、ちくま文庫）
- 『日本の地名遺産「難読・おもしろ・謎解き」探訪記51』（2007年3月、講談社+α新書）
- 『世界の地図を旅しよう』（2007年11月、白水社 地球のカタチ）
  - 『地図で読む世界と日本』（2014年2月、白水Uブックス）、改題・増補版
- 『地名の社会学』（2008年4月、角川選書）
- 『多摩の鉄道沿線 古今御案内』（2008年7月、けやき出版）
- 『地図から消えた地名 消滅した理由とその謎を探る』（2008年12月、東京堂出版）
- 『線路を楽しむ鉄道学』（2009年5月、講談社現代新書）
- 『鉄道車窓絵図：東日本編』 東日本の28路線を手描きマップで完全解説!（2010年2月、JTBパブリッシング）
- 『鉄道車窓絵図：西日本編』 西日本の28路線を手描きマップで完全解説!（2010年2月、JTBパブリッシング）
- 『地形図の楽しい読み方：不思議でおもしろい地図の世界へ』 画も（2011年1月、山と溪谷社）
- 『地図で読む戦争の時代：描かれた日本、描かれなかった日本』（2011年4月、増補新版2023年11月、白水社）
- 『鉄道ひとり旅入門』（2011年6月、ちくまプリマー新書）
- 『地名の謎』（2011年7月、ちくま文庫）
- 『地図の遊び方』（2012年1月、ちくま文庫）
- 『地図を探偵する』（2012年9月、ちくま文庫）
- 『地図で読む昭和の日本:定点観測でたどる街の風景』（2012年10月、白水社）
- 『日本の地名おもしろ探訪記』（2013年2月、ちくま文庫）
- 『この地名がすごい:日本の「珍地名」おもしろ話』（2013年7月、光文社知恵の森文庫）
- 『絶景鉄道 地図の旅』（2014年1月、集英社新書）
- 『鉄道でゆく凸凹地形の旅』（2014年5月、朝日新書）
- 『世界最速「車窓案内」:東海道新幹線開業50周年記念』（2014年8月、新潮社）
- 『地図と鉄道省文書で読む私鉄の歩み 関東1 (東急・小田急)』（2014年10月、白水社）
- 『地図と鉄道省文書で読む私鉄の歩み 関東2 (京王・西武・東武)』（2015年2月、白水社）
- 『ふらり珍地名の旅』（2015年2月、筑摩書房／2023年8月、ちくま文庫）
- 『地図でたどる多摩の街道：30市町村をつなぐ道』（2015年4月、けやき出版）
- 『地図入門』（2015年4月、講談社選書メチエ）
- 『地図と鉄道省文書で読む私鉄の歩み 関東3 (京成・京急・相鉄)』（2015年8月、白水社）
- 『地名の楽しみ』（2016年1月、ちくまプリマー新書）
- 『地図で解明!東京の鉄道発達史』（2016年3月、JTBパブリッシング）
- 『地図マニア空想の旅』（2016年6月、集英社インターナショナル 知のトレッキング叢書）
- 『日本地図のたのしみ』（2016年6月、ちくま文庫）
- 『鉄道唱歌と地図でたどるあの駅この街』（2016年7月、朝日新聞出版）
- 『地図と鉄道省文書で読む私鉄の歩み 関西1』（2017年3月、白水社）
- 『東京凸凹地形散歩　カラー版』（2017年4月、平凡社新書）
- 『番地の謎』（2017年5月、光文社知恵の森文庫）
- 『日本全国駅名めぐり』（2018年6月、日本加除出版）
- 『地図で楽しむ日本の鉄道』（2018年9月、洋泉社）
- 『地図と鉄道省文書で読む私鉄の歩み 関西2』（2019年3月、白水社）
- 『地図帳の深読み』（2019年8月、帝国書院）
- 『地形図でたどる日本の風景』（2019年10月、日本加除出版）
- 『地名崩壊』（2019年11月、角川新書）
- 『ゆかいな珍名踏切』（2020年1月、朝日新書）
- 『ふしぎ地名巡り』（2020年1月、ちくま文庫）
- 『駅名学入門』（2020年3月、中公新書ラクレ）
- 『長野電鉄百年探訪：公文書・報道・記憶でたどる地方鉄道の歴史』（2020年8月、信濃毎日新聞社）
- 『市町村名のつくり方：明治・昭和・平成の大合併で激変した日本地図』（2020年11月、日本加除出版）
- 『地図帳の深読み：100年の変遷』（2021年8月、帝国書院）
- 『別所線百年物語：公文書・報道・記憶でたどる上田の鉄道』（2021年12月、信濃毎日新聞社）
- 『地図鉄のすすめ：魅惑の鉄道路線』（2022年2月、昭文社）
- 『地図から信州が見えてくる』（2022年9月、信濃毎日新聞社）
- 『地図帳の深読み 鉄道編』（2022年9月、帝国書院）
- 『地図記号のひみつ』（2023年1月、中公新書ラクレ）
- 『鉄道・路線名の・ひみつ：木更津線、人吉本線を知っていますか』（2023年6月、日本加除出版）
- 『地図と鉄道省文書で読む私鉄の歩み：富山地方鉄道・北陸鉄道・箱根登山鉄道』（2023年7月、白水社）
- 『地図バカ－地図好きの地図好きによる地図好きのための本』（2023年9月、中公新書ラクレ）
- 『地名散歩　地図に隠された歴史をたどる』（2023年12月、角川新書）
- 『続 地図から信州が見えてくる』（2024年10月、信濃毎日新聞社）
- 『地名の魔力：惹きつけ、惑わす、不思議な力』（2024年10月、PHP研究所）

### 共著
- 『日本の鉄道車窓絶景100選』杉崎行恭・原武史・矢野直美共著 （2008年6月、新潮新書）
- 『写真で愉しむ東京「水流」地形散歩』小林紀晴写真、監修・解説（2018年11月、集英社新書）

### 編著
- 『新・鉄道廃線跡を歩く』（2010年、JTBパブリッシング）

1. 北海道・北東北編
2. 南東北・関東編
3. 北陸・信州・東海編
4. 近畿・中国編
5. 四国・九州編

- 『今尾恵介の地図読み練習帳100問』（2016年11月、平凡社）
- 『今尾恵介責任編集 地図と鉄道』（2017年6月、洋泉社）

### 解説
- 『多摩川絵図 : 今昔 - 源流から河口まで』（2001年2月、けやき出版）
- 『全國鐵道旅行繪圖』（2011年4月、けやき出版）
- 『日本の都市100年地図』（2023年11月、河出書房新社）都市詳細地図集、地理情報開発編・製作

## 出演番組
- タモリ倶楽部（テレビ朝日、不定期出演）
- 視点・論点（NHK）
  - 「地図で読む日本」(2006年1月25日)
  - 「町名復活」(2006年11月2日)
  - 「廃線から見えてくるもの」(2009年6月24日)
  - 「記録を読み解く(3) 地図で読む戦争」(2011年8月9日)
  - 「地図の中の明治」(2018年4月11日 ※外部リンクにアーカイブ記事あり)
- JAPANナビゲーション1〜3（NHK BShi）
- 課外授業 ようこそ先輩（NHK） - 「地図で昔を想像しよう（神奈川県横浜市立さちが丘小学校）」(2009年5月24日)
- 東京ウォーキングマップ（TBS、準レギュラー〈放送終了〉）
- マツコの知らない世界（TBS、2013年3月29日放送）